# Ludwig-Boltzmann-Preis (ÖPG)
Der Ludwig-Boltzmann-Preis wird alle zwei Jahre von der Österreichischen Physikalischen Gesellschaft für hervorragende Leistungen auf dem Gebiet der theoretischen Physik vergeben. Er ist nach Ludwig Boltzmann benannt.
Gestiftet wurde der Ludwig-Boltzmann-Preis im Jahr 1953 in Innsbruck und wird abwechselnd zum Fritz-Kohlrausch-Preis als Nachwuchspreis für Physiker vergeben, welche in der Regel nicht älter als 40 Jahre sind. Dotiert ist der Preis mit 2500 Euro (Stand 2019).

## Preisträger
- 1957 – Gernot Eder
- 1965 – K. Baumann
- 1967 – Heimo G. Latal
- 1969 – Alfred Bartl und F. Hernegger
- 1971 – Dieter Flamm
- 1973 – Bernhard Schnizer
- 1975 – Helmut Kühnelt
- 1977 – Gerhard Ecker
- 1979 – Jürgen Hafner und Reinhart Kögerler
- 1981 – Harald Grosse
- 1983 – Peter Zoller
- 1985 – Bernhard Baumgartner
- 1987 – Fritz Gesztesy
- 1989 – M. Neumann
- 1993 – Helmut Ritsch und Monika Ritsch-Marte
- 1995 – Claudia Ambrosch-Draxl
- 1997 – Gerald Teschl
- 1999 – Thomas Rauscher
- 2001 – Georg Kresse
- 2003 – Christof Gattringer
- 2005 – Andreas Brandhuber
- 2007 – Peter Rabl
- 2009 – Andrew Daley
- 2011 – Barbara Kraus
- 2013 – Claudiu Genes
- 2015 – Josef Pradler
- 2017 – Mikhail Lemeshko
- 2019 – Maksym Serbyn
- 2021 – Farokh Mivehvar